# Sang Lee International
De Sang Lee International is een carambolebiljarttoernooi in de spelvorm driebanden dat vanaf 2005 jaarlijks in het Carom Café Billiards in de New Yorkse wijk Flushing gespeeld wordt ter nagedachtenis aan de in oktober 2004 overleden topspeler en biljartpromotor Sang Lee. Onder andere door de voor carambolebiljart hoge geldprijzen (in 2008 was het totaal aan prijzengeld $125.000 waarvan $25.000 voor de winnaar) wordt deelgenomen door de beste driebanders ter wereld waaronder de meeste Europese topspelers. Het gemiddelde aantal deelnemers per jaar is bijna 100.
In de eerste drie jaren werd het toernooi besloten met een finalegroep van tien spelers, die een rond toernooi speelden met partijen van 40 caramboles. In 2008 werd het toernooi besloten met een afvalsysteem vanaf de laatste acht overgebleven spelers. In alle jaren was er een B-finale.

## Uitslagen
| Jaar | Goud              | Zilver            | Brons             |
| ---- | ----------------- | ----------------- | ----------------- |
| 2005 | Torbjörn Blomdahl | Semih Sayginer    | Dick Jaspers      |
| 2006 | Frédéric Caudron  | Torbjörn Blomdahl | Semih Sayginer    |
| 2007 | Frédéric Caudron  | Dani Sánchez      | Semih Sayginer    |
| 2008 | Roland Forthomme  | Frédéric Caudron  | Torbjörn Blomdahl |